# Championnat de Yougoslavie de football 1930-1931
Navigation
Saison précédente Saison suivante
La saison 1930-1931 du Championnat de Yougoslavie de football était la neuvième édition du championnat de première division en Yougoslavie. Six clubs prennent part à la compétition et sont regroupées en une poule unique où ils affrontent deux fois leurs adversaires, à domicile et à l'extérieur.
C'est le club du BSK Belgrade qui remporte la compétition, en terminant en tête du classement final du championnat avec neuf points d'avance sur le tenant du titre, le Concordia Zagreb et dix sur le Građanski. C'est le tout premier titre de champion de Yougoslavie de l'histoire du club, qui a remporté tous ses matchs cette saison.

## Les clubs participants
| - Concordia Zagreb - Hajduk Split - BSK Belgrade - FK Mačva Šabac - SAŠK Sarajevo - Građanski |

## Compétition

### Classement
Le classement est effectué en utilisant le barème classique (victoire à 2 points, match nul un point, défaite zéro point).
| Rang | Équipe               | Pts | J  | G  | N | P | Bp | Bc | Diff |
| ---- | -------------------- | --- | -- | -- | - | - | -- | -- | ---- |
| 1    | BSK Belgrade         | 20  | 10 | 10 | 0 | 0 | 32 | 6  | +26  |
| 2    | Concordia Zagreb (T) | 11  | 10 | 5  | 1 | 4 | 24 | 18 | +6   |
| 3    | Građanski            | 10  | 10 | 4  | 2 | 4 | 10 | 10 | 0    |
| 4    | Hajduk Split         | 9   | 10 | 3  | 3 | 4 | 13 | 16 | -3   |
| 5    | SAŠK Sarajevo        | 6   | 10 | 3  | 0 | 7 | 18 | 28 | -10  |
| 6    | FK Mačva Šabac       | 4   | 10 | 1  | 2 | 7 | 8  | 27 | -19  |

|  | Champion de Yougoslavie 1930-1931 |
|  | (T) : Tenant du titre             |

## Bilan de la saison
| Championnat de Yougoslavie de football 1930-1931                        |                          |
| Champion                                                                | BSK Belgrade (1er titre) |
| Promotions et relégations                                               |                          |
| Promus en Prva Liga                                                     | Aucun                    |
| Relégués en Championnat de Yougoslavie de football de deuxième division | Aucun                    |